# Meilhards
Meilhards este o comună în departamentul Corrèze din centrul Franței. În 2009 avea o populație de 522 de locuitori.

## Evoluția populației
| An        | 1975 | 1982 | 1990 | 1999 | 2006 | 2009 |
| --------- | ---- | ---- | ---- | ---- | ---- | ---- |
| Populație | 789  | 700  | 622  | 519  | 532  | 522  |